# Op. cit.
Op. cit. (сокращение лат. "opus citatum"/"opere citato", означающего «цитируемая работа / в процитированной работе») — выражение, использующееся в примечаниях и сносках для отсылки читателя к произведению, уже ранее цитированного. Чтобы найти Op. cit., нужно посмотреть предыдущие примечания или общий раздел ссылок и найти соответствующего автора.
В праве выражение относится к цитируемому источнику сразу же перед последним приведённым источником.
Различают Ibid(em). («см. последний процитированный источник») и — supra («см. выше источник и уточнения к нему»). Иногда выделяют loc. cit. («там, где цитируется»), но в настоящее время это сокращение используется редко.

## Пример
- 9. R. Millan, Art of Latin Grammar (Academic: New York, 1997), p. 23.
- 10. G. Wiki, Language and Its Uses (Blah Ltd.: Old York, 2000), p. 17.
- 11. Millan, op. cit., p. 5.

Ссылка в пункте 11 такая же, как в пункте 9 (R. Millan, Art of Latin Grammar), хотя страницы различаются.